# George McCall Theal
George McCall Theal (Saint John, 11 april 1837 - Kaapstad, 17 april 1919) was een Zuid-Afrikaans historicus van Canadese afkomst. Gedurende zijn productieve carrière schreef hij baanbrekend werk over de inheemse en Afrikaner geschiedenis van Zuid-Afrika.

## Biografie
Theal kwam in 1870 als zendeling aan in de tegenwoordige Oost-Kaap van Zuid-Afrika. In 1877 werd hij ambtenaar van de Britse Kaapkolonie voor Inheemse Zaken en werd hij de agent van het Gaikastamhoofd Oba.
Theal raakte geïnteresseerd in de geschiedenis van zowel van de kolonisten als van de inheemse bevolking en begon met het schrijven van schoolboeken. In maart 1879 werd hij aangesteld tot hoofdarchivaris van de Kaap en begon hij met zijn meest ambitieuze project, History of South Africa in 8 volumes. Ook bundelde hij de archieven van de Kaap (Records of Cape Colony) en Portugees-Oost-Afrika (Records of South-East Africa). Voor zijn onderzoek werd hij door de Kaap naar Lissabon, Londen, Amsterdam en Rome gestuurd om de archieven in te kijken. In 1891 werd hij aangesteld tot Koloniale Historicus van de Kaap.
Theal werd erelid van de Koninklijke Nederlandse Akademie van Wetenschappen en andere instellingen. Hij bleef een actief schrijver tot zijn overlijden in 1919.